# مارگریت بروکدی
مارگریت بروکدی (فرانسوی: Marguerite Broquedis‎؛ زاده ۱۷ آوریل ۱۸۹۳ – درگذشته ۲۳ آوریل ۱۹۸۳) یک تنیس‌باز اهل فرانسه بود.